# VSX1
VSX1‏ (Visual system homeobox 1) هوَ بروتين يُشَفر بواسطة جين VSX1 في الإنسان.